# Elophos signata
Elophos signata är en fjärilsart som beskrevs av Feichenberger 1962. Elophos signata ingår i släktet Elophos och familjen mätare. Inga underarter finns listade i Catalogue of Life.